# Lurus pollux
Lurus pollux is een platworm (Platyhelminthes). De worm is tweeslachtig. De soort leeft in het zoute water.
Het geslacht Lurus, waarin de platworm wordt geplaatst, wordt tot de familie Luridae gerekend. De wetenschappelijke naam van de soort werd voor het eerst geldig gepubliceerd in 1990 door Sterrer & Rieger.